# Winter-Universiade 1968/Eiskunstlauf
Bei der Winter-Universiade 1968 wurden vier Wettbewerbe im Eiskunstlauf ausgetragen.

## Bilanz

### Medaillenspiegel
| Platz  | Land             | Gold | Silber | Bronze | Gesamt |
| ------ | ---------------- | ---- | ------ | ------ | ------ |
| 1      | Tschechoslowakei | 1    | 2      | –      | 3      |
| 2      | Österreich       | 1    | 1      | 1      | 3      |
| 3      | Sowjetunion      | 1    | 1      | 1      | 3      |
| 4      | Japan            | 1    | –      | 1      | 2      |
| Gesamt | Gesamt           | 4    | 4      | 3      | 11     |

### Medaillengewinner
| Disziplin | Gold                             | Silber                                  | Bronze                                  |
| --------- | -------------------------------- | --------------------------------------- | --------------------------------------- |
| Frauen    | Kumiko Ōkawa                     | Helli Sengstschmid                      | Kazumi Yamashita                        |
| Männer    | Wladimir Kurenbin                | Marián Filc                             | Günter Anderl                           |
| Paarlauf  | Bohunka Šrámková / Jan Šrámek    | Tatjana Scharanowa / Anatoli Jewdokimow | Ljudmila Suslina / Alexander Tichomirow |
| Eistanz   | Heidi Mezger / Herbert Rothkappl | Diana Skotnická / Martin Skotnický      | nicht vergeben                          |